# Ourém (Portugal)
Ourém, renomeada a partir de Vila Nova de Ourém, é uma cidade portuguesa pertencente ao distrito de Santarém, situada na província da Beira Litoral, Integra atualmente a região do Oeste e Vale do Tejo, na NUT3 do Médio Tejo, com cerca de 13,000 habitantes. A cidade de Ourém contém duas freguesias inseridas na sua mancha urbana, Nossa Senhora da Piedade (Ourém) e Nossa Senhora das Misericórdias.
É sede do município de Ourém que tem 416,68 km² de área e 44 576 habitantes (Censos 2011), subdividido em 13 freguesias. O município é limitado a norte pelo município de Pombal, a nordeste por Alvaiázere, a leste por Ferreira do Zêzere e Tomar, a sueste por Torres Novas (e pela Serra de Aire), a sudoeste por Alcanena e a oeste pela Batalha e por Leiria.
Ourém é uma cidade próspera, ao mesmo tempo antiga (possui um castelo) e moderna, com extensas avenidas. A cidade de Ourém é a sede da comarca judicial (com tribunal).
Existem duas localidades no município de Ourém com a categoria de cidade: são elas Fátima e Ourém. As localidades com categoria de vila são Caxarias, Freixianda, Vilar dos Prazeres desde 2004 e Olival em Junho 2009. A cidade de Ourém dista cerca de 26 km da cidade de Leiria, via EN 113, e cerca de 72 km da cidade de Santarém, via EN 356 / A1.

## História
O concelho recebeu foral em 1180, atribuído pela infanta D. Teresa de Portugal, Condessa da Flandres, filha do rei D. Afonso Henriques e da rainha Mafalda de Saboia. Nesse documento refere-se que aquele lugar se chamava em latim Auren.
No documento de doação do eclesiástico em 1183 por D. Teresa, afirma-se que o local onde foi construído o castelo anteriormente se chamava Abdegas: "Aprouve-me fazer testamento do eclesiástico de Ourém, que antes se chamava Abdegas". No entanto, no foral de Leiria de 1142 a palavra Ourém (Portus de Auren) já era referida, pela primeira vez, como limite territorial do termo de Leiria, e parece indicar um curso de água, correspondente à ribeira de Seiça. Em 1159 na doação do Castelo de Ceras, e em 1167 num documento do Bispo de Lisboa a D. Afonso Henriques sobre uma disputa territorial com os Templários, tinha voltado a aparecer Portus de Auren.

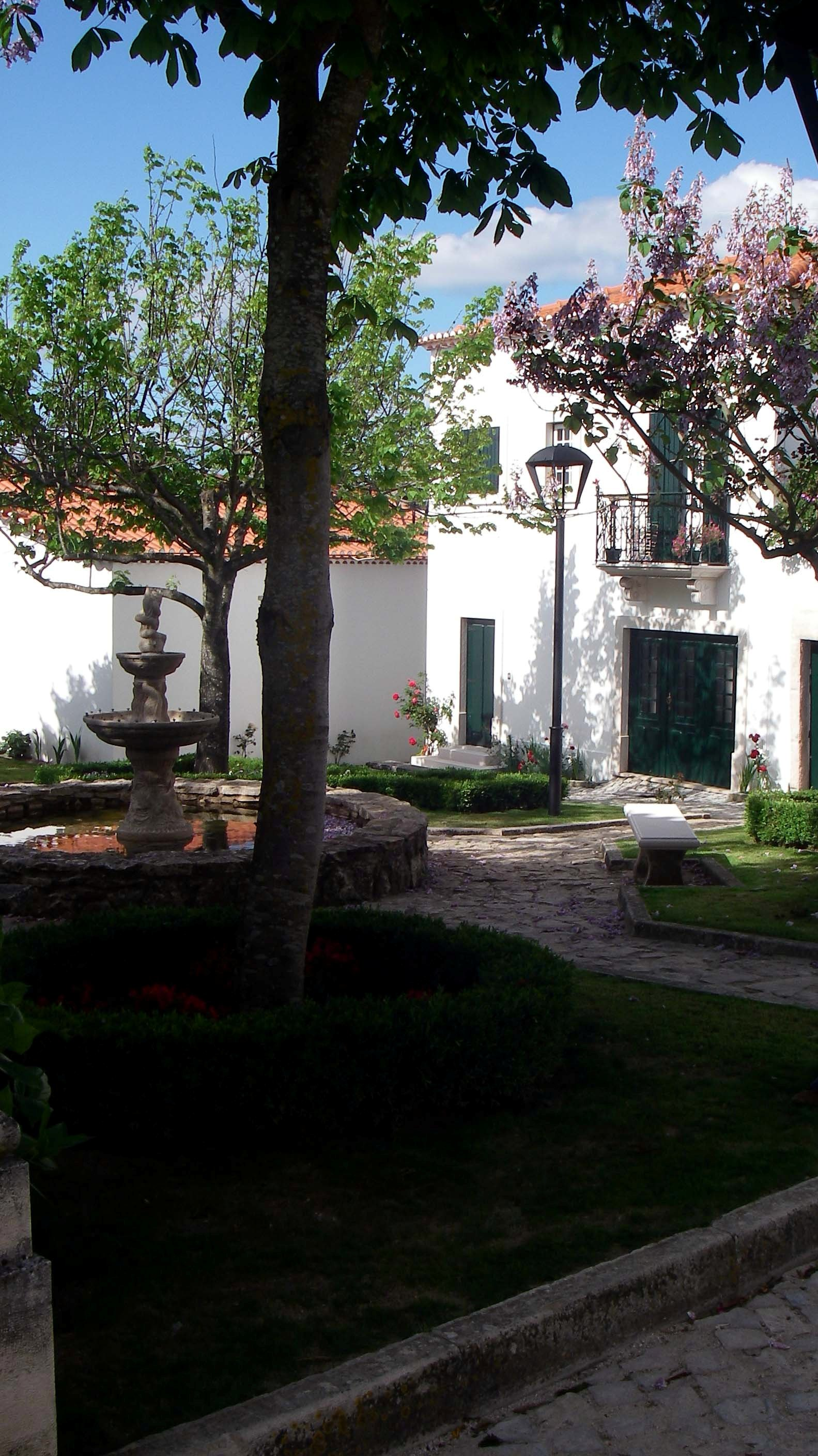
O jardim interior do Paço dos Condes de Ourém.

A palavra Portus significava uma travessia de um rio ou ribeiro. A comparação dos documentos leva a concluir que o "Porto de Ourém" se situava entre a Sabacheira e Seiça. Por isso, é de crer que inicialmente a palavra Auren designasse apenas a ribeira com os seus terrenos adjacentes.
Aqui viveu entre 1220 e 1266 a Santa Teresa de Ourém. O seu nome foi atribuído a uma rua na cidade. A vida desta personagem está atestada pelo seu culto, mas está envolta em lendas. Apesar de ter festa anual, não integra a lista oficial de santos da Igreja Católica.
O núcleo histórico desenvolveu-se em torno do Castelo de Ourém, que teve no tempo de D. Afonso de Bragança, 4.º Conde de Ourém, um período de grande desenvolvimento.
Grandemente atingida pelo Terramoto de 1755, a cabeça do concelho mudou-se para a Vila Nova.
Foi incendiada pelo Exército Francês durante a Terceira Invasão Francesa no final de 1810, tendo sobrado, apenas, algumas casas.
Em 1841 a sede do concelho passou da zona histórica do castelo para o vale onde se encontra atualmente, para a Vila Nova.
Desde a primeira metade do século XIX até à sua elevação a cidade em 20 de Junho de 1991, era conhecida como Vila Nova de Ourém. Atualmente o seu nome oficial é apenas Ourém.

## Lenda de Oureana
A lenda de Oureana foi divulgada por Frei Bernardo de Brito na "Crónica da Ordem de Cister" (Livro VI, Cap. I).
Num ataque surpresa a Alcácer do Sal, no dia de São João de 1158, o cristão Gonçalo Hermigues, com alguns companheiros, raptou uma princesa moura chamada Fátima e trouxe-a para o lugar na Serra de Aire que mais tarde se veio a chamar pelo nome da princesa. Mais tarde, no seu cativeiro, a moura apaixonou-se pelo cristão e resolveu batizar-se para poder casar com o seu amado. Para seu nome de batismo escolheu Oureana. Daqui, segundo a lenda, teria tido origem o nome da vila de Ourém.

## Freguesias

Freguesias do município de Ourém.

O município de Ourém está dividido em 13 freguesias:
- Alburitel
- Atouguia
- Caxarias
- Espite
- Fátima
- Freixianda, Ribeira do Fárrio e Formigais
- Gondemaria e Olival
- Matas e Cercal
- Nossa Senhora da Piedade
- Nossa Senhora das Misericórdias
- Rio de Couros e Casal dos Bernardos

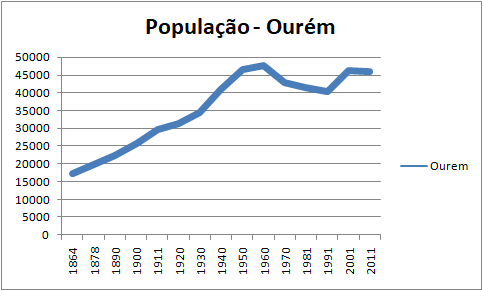
População de Ourém

- Seiça
- Urqueira

## Evolução da população do município
★ Os Recenseamentos Gerais da população portuguesa, regendo-se pelas orientações do Congresso Internacional de Estatística de Bruxelas de 1853, tiveram lugar a partir de 1864, encontrando-se disponíveis para consulta no site do Instituto Nacional de Estatística (INE). 

| Número de habitantes *                | Número de habitantes * | Número de habitantes * | Número de habitantes * | Número de habitantes * | Número de habitantes * | Número de habitantes * | Número de habitantes * | Número de habitantes * | Número de habitantes * | Número de habitantes * | Número de habitantes * | Número de habitantes * | Número de habitantes * | Número de habitantes * | Número de habitantes * |
| ------------------------------------- | ---------------------- | ---------------------- | ---------------------- | ---------------------- | ---------------------- | ---------------------- | ---------------------- | ---------------------- | ---------------------- | ---------------------- | ---------------------- | ---------------------- | ---------------------- | ---------------------- | ---------------------- |
| 1864                                  | 1878                   | 1890                   | 1900                   | 1911                   | 1920                   | 1930                   | 1940                   | 1950                   | 1960                   | 1970                   | 1981                   | 1991                   | 2001                   | 2011                   | 2021                   |
| 17392                                 | 19943                  | 22460                  | 25726                  | 29586                  | 31269                  | 34534                  | 40750                  | 46326                  | 47511                  | 42745                  | 41376                  | 40185                  | 46216                  | 45932                  | 44538                  |
| Número de habitantes por grupo etário |                        |                        |                        |                        |                        |                        |                        |                        |                        |                        |                        |                        |                        |                        |                        |
|                                       |                        |                        | 1900                   | 1911                   | 1920                   | 1930                   | 1940                   | 1950                   | 1960                   | 1970                   | 1981                   | 1991                   | 2001                   | 2011                   | 2021                   |
| 0-14 Anos                             | 0-14 Anos              | 0-14 Anos              | 9630                   | 10597                  | 11099                  | 12997                  | 14782                  | 15845                  | 16176                  | 13285                  | 10300                  | 8076                   | 7815                   | 6667                   | 5379                   |
| 15-24 Anos                            | 15-24 Anos             | 15-24 Anos             | 4222                   | 5413                   | 5640                   | 6158                   | 7193                   | 7892                   | 8438                   | 7345                   | 7660                   | 6329                   | 6520                   | 5330                   | 4738                   |
| 25-64 Anos                            | 25-64 Anos             | 25-64 Anos             | 9811                   | 11108                  | 11956                  | 12960                  | 15350                  | 18063                  | 19120                  | 18050                  | 18058                  | 19294                  | 23281                  | 23778                  | 22475                  |
| = ou > 65 Anos                        | = ou > 65 Anos         | = ou > 65 Anos         | 1705                   | 1662                   | 1961                   | 2414                   | 2631                   | 2897                   | 3777                   | 4065                   | 5358                   | 6486                   | 8600                   | 10157                  | 11946                  |

- Número de habitantes "residentes", ou seja, que tinham a residência oficial neste município à data em que os censos  se realizaram.
  - De 1900 a 1950 os dados referem-se à população "de facto", ou seja, que estava presente no município à data em que os censos se realizaram. Daí que se registem algumas diferenças relativamente à designada população residente

## Política

### Eleições autárquicas[12]
| Data | %       | V       | %       | V       | %     | V     | %            | V            | %              | V   | %              | V   | %              | V       | %              | V   | %  | V  | Participação |                |
| Data | CDS-PP  | CDS-PP  | PPD/PSD | PPD/PSD | PS    | PS    | FEPU/APU/CDU | FEPU/APU/CDU | PDC            | PDC | UDP            | UDP | PSD-CDS        | PSD-CDS | GCE            | GCE | CH | CH | Participação |                |
| ---- | ------- | ------- | ------- | ------- | ----- | ----- | ------------ | ------------ | -------------- | --- | -------------- | --- | -------------- | ------- | -------------- | --- | -- | -- | ------------ | -------------- |
| Data | 1976    | 44,35   | 4       | 31,73   | 2     | 16,49 | 1            | 2,78         | -              |     |                |     |                |         |                |     |    |    |              | 59,62 / 100,00 |
| 1979 | 24,62   | 2       | 28,82   | 2       | 16,74 | 1     | 2,50         | -            | 22,82          | 2   | 1,35           | -   | 71,13 / 100,00 |         |                |     |    |    |              |                |
| 1982 | 40,76   | 3       | 39,17   | 3       | 12,91 | 1     | 2,79         | -            |                |     |                |     | 63,41 / 100,00 |         |                |     |    |    |              |                |
| 1985 | 37,47   | 3       | 37,63   | 3       | 8,49  | -     | 3,97         | -            | 9,58           | 1   | 62,56 / 100,00 |     |                |         |                |     |    |    |              |                |
| 1989 | 27,24   | 2       | 55,82   | 4       | 12,16 | 1     | 1,66         | -            |                |     | 62,07 / 100,00 |     |                |         |                |     |    |    |              |                |
| 1993 | 18,52   | 1       | 60,61   | 5       | 14,01 | 1     | 2,72         | -            | 61,91 / 100,00 |     |                |     |                |         |                |     |    |    |              |                |
| 1997 | 8,39    | -       | 50,01   | 4       | 35,96 | 3     | 1,51         | -            | 62,50 / 100,00 |     |                |     |                |         |                |     |    |    |              |                |
| 2001 | 9,82    | -       | 48,19   | 4       | 35,21 | 3     | 3,43         | -            | 65,31 / 100,00 |     |                |     |                |         |                |     |    |    |              |                |
| 2005 | 7,96    | -       | 49,69   | 4       | 33,58 | 3     | 2,84         | -            | 61,73 / 100,00 |     |                |     |                |         |                |     |    |    |              |                |
| 2009 | 4,55    | -       | 43,32   | 3       | 47,35 | 4     | 1,94         | -            | 59,92 / 100,00 |     |                |     |                |         |                |     |    |    |              |                |
| 2013 | PPD/PSD | PPD/PSD | CDS-PP  | CDS-PP  | 38,86 | 3     | 3,15         | -            | 38,35          | 3   | 11,39          | 1   | 54,30 / 100,00 |         |                |     |    |    |              |                |
| 2017 | PPD/PSD | PPD/PSD | CDS-PP  | CDS-PP  | 34,42 | 3     | 3,25         | -            | 47,24          | 4   | 9,29           | -   | 56,05 / 100,00 |         |                |     |    |    |              |                |
| 2021 | PPD/PSD | PPD/PSD | CDS-PP  | CDS-PP  | 18,83 | 1     | 2,20         | -            | 62,78          | 6   | 6,00           | -   | 4,93           | -       | 53,82 / 100,00 |     |    |    |              |                |

### Eleições legislativas
| Data | %     | %     | %     | %     | %    | %     | %        | %     | %    | %     | %    | %   | %       | % | %  | %  |
| Data | CDS   | PSD   | PS    | UDP   | PCP  | AD    | APU/ CDU | FRS   | PRD  | PSN   | BE   | PAN | PSD CDS | L | CH | IL |
| ---- | ----- | ----- | ----- | ----- | ---- | ----- | -------- | ----- | ---- | ----- | ---- | --- | ------- | - | -- | -- |
| 1976 | 40,73 | 36,18 | 13,41 | 1,09  | 0,92 |       |          |       |      |       |      |     |         |   |    |    |
| 1979 | AD    | AD    | 11,99 | 1,29  | APU  | 76,45 | 2,54     |       |      |       |      |     |         |   |    |    |
| 1980 | AD    | AD    | FRS   | 0,73  | APU  | 79,90 | 2,11     | 11,72 |      |       |      |     |         |   |    |    |
| 1983 | 26,96 | 46,82 | 18,60 | 0,42  | APU  |       | 1,99     |       |      |       |      |     |         |   |    |    |
| 1985 | 19,16 | 56,14 | 11,38 | 0,44  | APU  | 1,92  | 7,11     |       |      |       |      |     |         |   |    |    |
| 1987 | 6,23  | 77,41 | 9,13  | 0,41  | APU  | 1,17  | 1,08     |       |      |       |      |     |         |   |    |    |
| 1991 | 4,69  | 79,31 | 11,51 |       | CDU  | 0,80  | 0,22     | 0,73  |      |       |      |     |         |   |    |    |
| 1995 | 11,78 | 62,74 | 20,85 | 0,22  | CDU  | 1,15  |          | 0,26  |      |       |      |     |         |   |    |    |
| 1999 | 12,04 | 57,33 | 25,31 |       | CDU  | 1,49  | 0,41     | 0,90  |      |       |      |     |         |   |    |    |
| 2002 | 10,62 | 67,40 | 16,68 | 1,33  | CDU  |       | 1,28     |       |      |       |      |     |         |   |    |    |
| 2005 | 12,82 | 52,88 | 24,04 | 1,34  | CDU  | 3,30  |          |       |      |       |      |     |         |   |    |    |
| 2009 | 15,62 | 47,52 | 23,13 | 1,96  | CDU  | 5,67  |          |       |      |       |      |     |         |   |    |    |
| 2011 | 13,33 | 61,31 | 12,87 | 2,09  | CDU  | 2,70  | 0,64     |       |      |       |      |     |         |   |    |    |
| 2015 | PSD   | CDS   | 15,35 | 2,43  | CDU  | 5,44  | 0,82     | 67,08 | 0,51 |       |      |     |         |   |    |    |
| 2019 | 8,96  | 46,39 | 21,82 | 1,76  | CDU  | 6,19  | 2,49     |       | 0,87 | 0,93  | 0,68 |     |         |   |    |    |
| 2022 | 3,61  | 47,16 | 24,45 | 1,49  | CDU  | 3,01  | 1,14     | 0,95  | 9,87 | 4,28  |      |     |         |   |    |    |
| 2024 | AD    | AD    | 13,59 | 45,57 | CDU  | 0,94  | 2,49     | 1,25  | 2,00 | 23,42 | 4,36 |     |         |   |    |    |

## Presidentes da Câmara Municipal

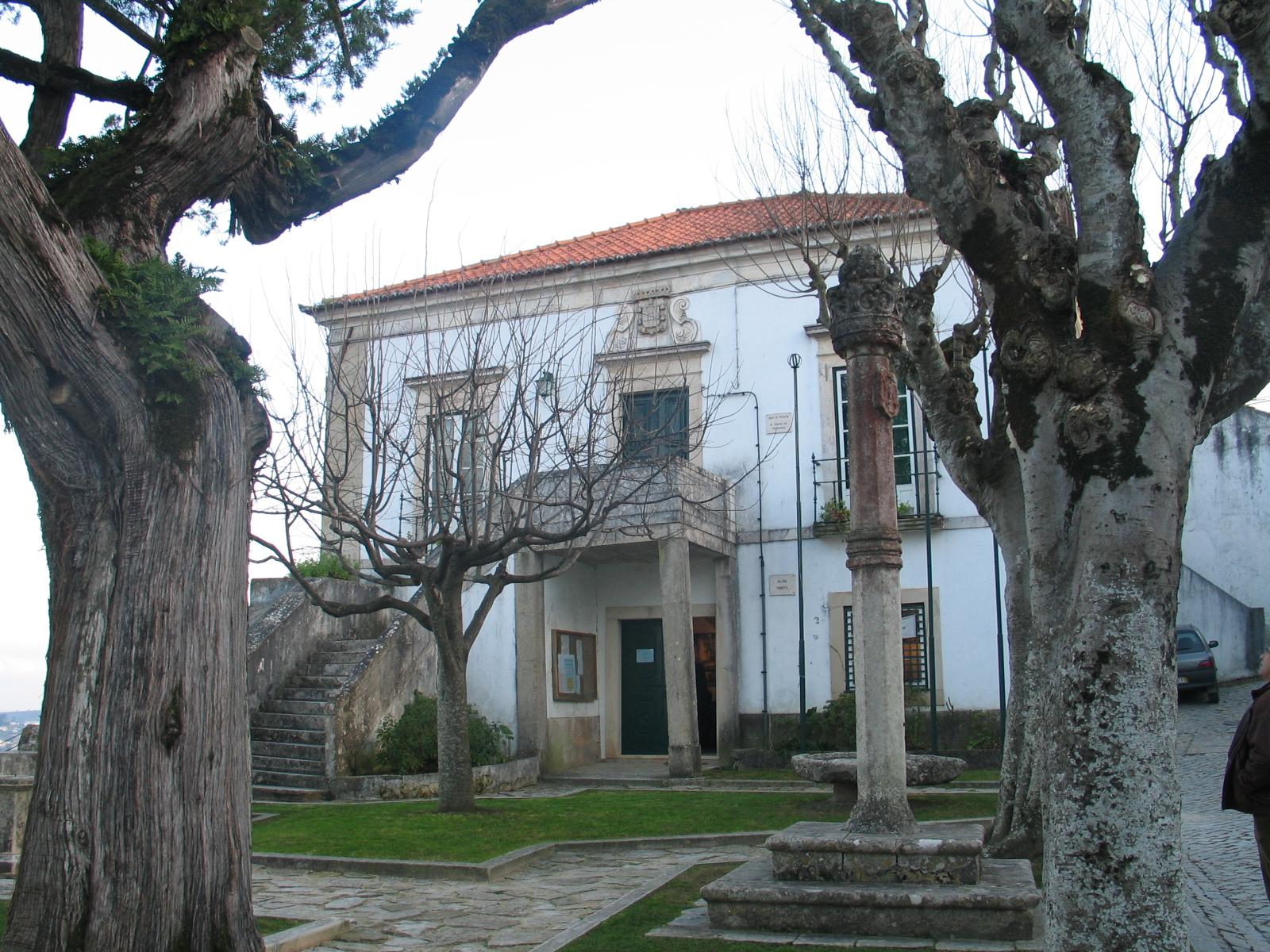
A antiga Câmara Municipal de Ourém.

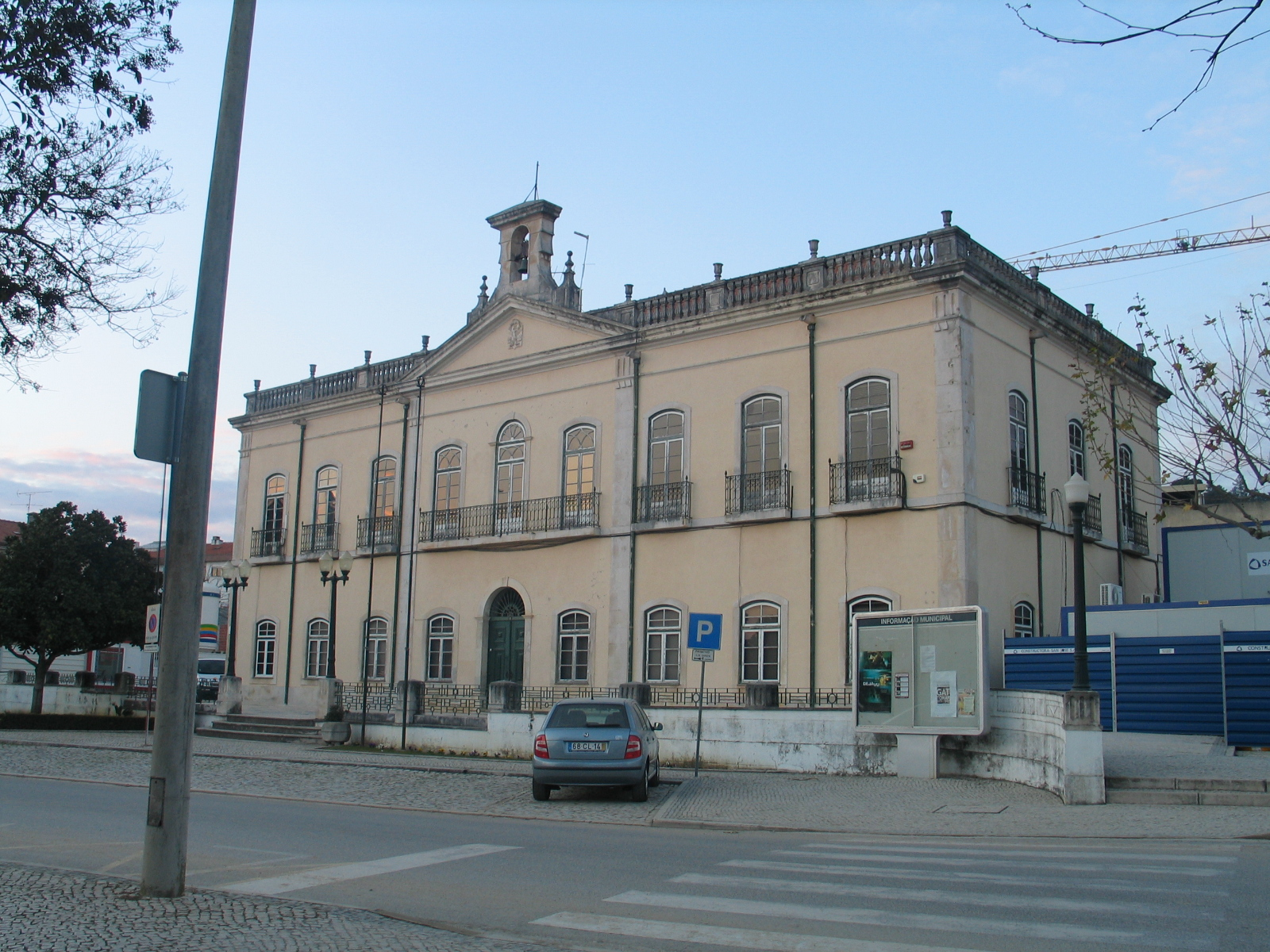
Os Paços do Concelho de Ourém.

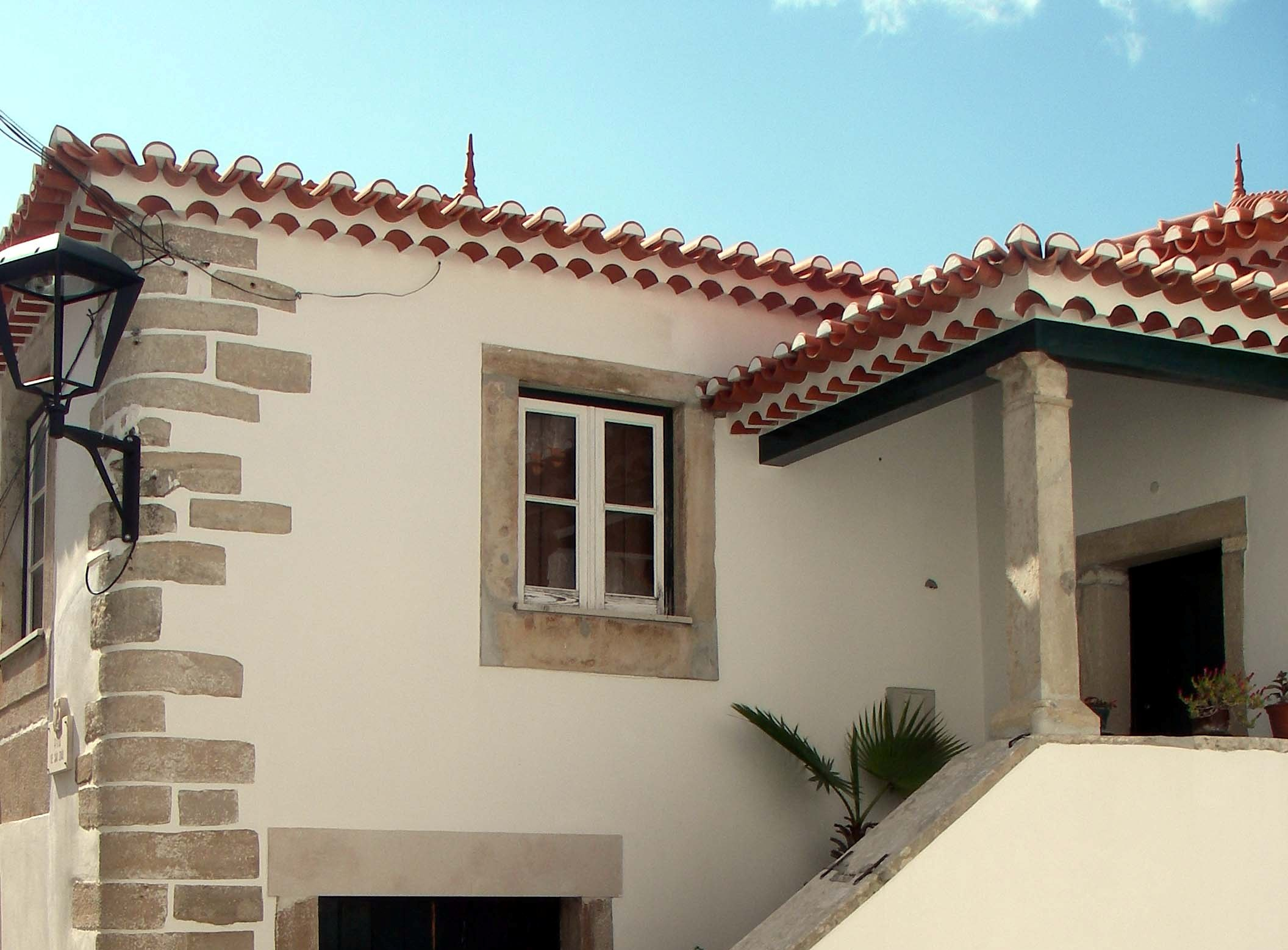
Uma casa típica da cidade de Ourém.

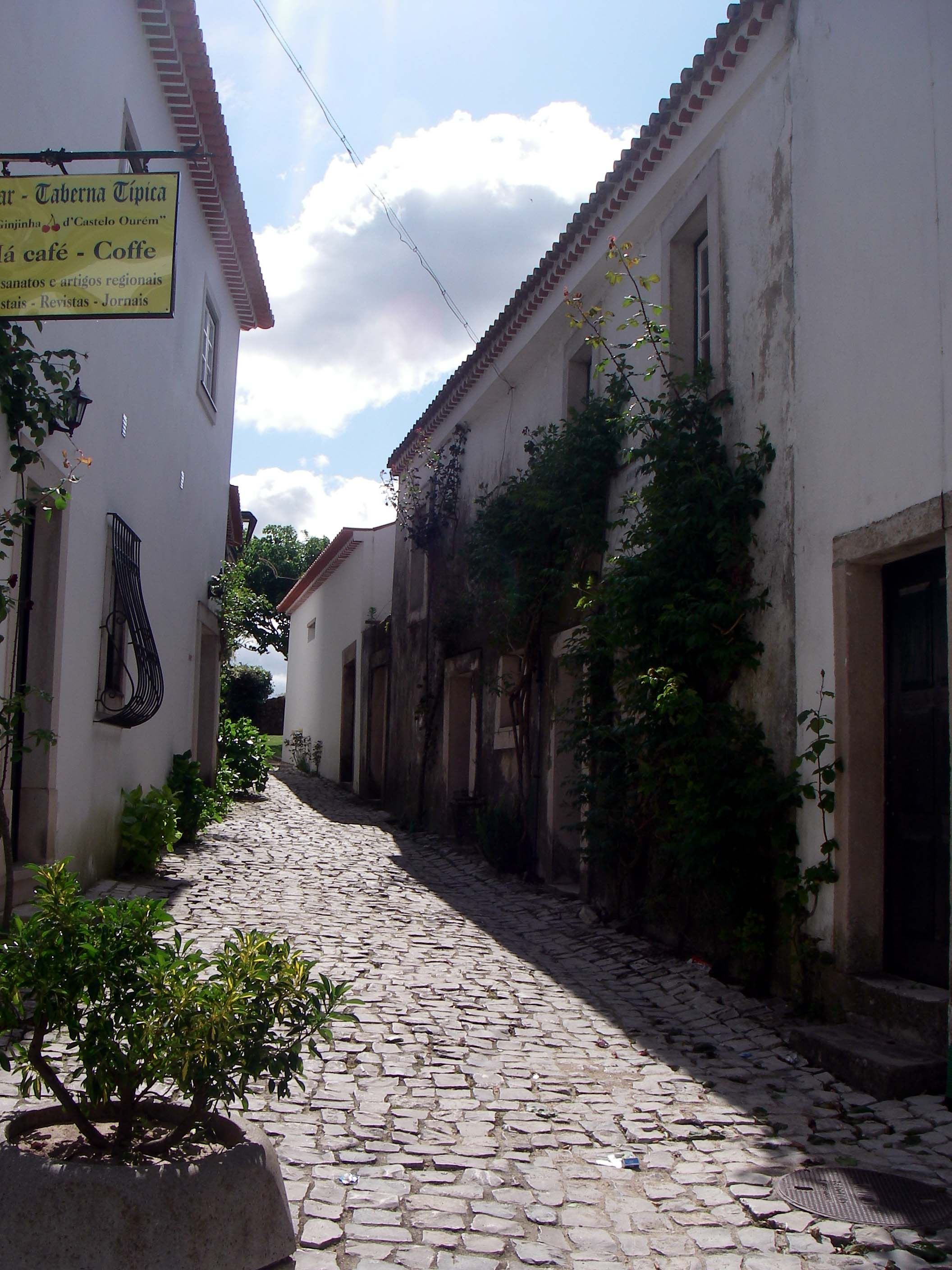
Uma rua típica da cidade de Ourém.

Eleições após o 25 de Abril de 1974:
1. 1976 a 1979 - António Teixeira, CDS
2. 1979 a 1982 - Mário Albuquerque, PPD/PSD
3. 1982 a 1985 - António Teixeira, CDS
4. 1985 a 1997 - Mário Albuquerque, PPD/PSD
5. 1997 a 2009 - David Catarino, PSD
6. 2009 - Vítor Frazão, PSD
7. 2009 a 2017 - Paulo Fonseca, PS
8. desde 2017 - Luís Albuquerque, Coligação Ourém Sempre (PSD/CDS-PP)

## Património
- Castelo de Ourém ou Paço dos Condes de Ourém

### Arquitetura do século XX
No âmbito do Inquérito à Arquitetura Portuguesa do século XX, realizado pela Ordem dos Arquitetos, foram inventariadas 9 obras no concelho, duas das quais na cidade de Ourém, ambas da autoria do arquiteto Carlos Manuel Oliveira Ramos:
- Casas dos Magistrados – Rua Dr. Carlos Faria de Almeida
- Estação de Autocarros – Praça da República.

## Urbanismo
Presentemente Ourém tem um edifício dos Paços do Concelho novo (inaugurado em junho de 2009), sendo o antigo edifício agora utilizado para a Assembleia Municipal de Ourém. No centro da cidade tem um jardim público, apesar de ter outro muito maior nos arredores da cidade, chamado Parque Linear.
Tem quatro jardins de infância, uma escolas de ensino básico, uma escola de ensino básico e secundário e uma escola profissional.
Tem vários centros comerciais e um mercado, que funciona todas as quintas e sábados de manhã. Tem uma biblioteca, uma piscina municipal, um cinema, um lar de idosos, um centro de saúde, um quartel de bombeiros e uma esquadra da PSP e outra da GNR. Também tem duas escolas de música com paralelismo pedagógico reconhecido pelo Ministério da Educação, um centro de negócios e uma estação rodoviária.

## Vinho de Ourém
O vinho medieval de Ourém está consagrado na Lei desde 11 de fevereiro de 2005, enquanto vinho de qualidade produzido em região determinada (V.Q.P.R.D.), neste caso, no concelho de Ourém. Existem largas centenas de vitivinicultores registados no concelho.

## Personalidades
- António Pereira dos Reis
- António dos Reis Rodrigues
- Agnelo Casimiro
- Artur de Oliveira Santos
- Francisco Marto
- Jacinta Marto
- Joaquim de Sousa Saraiva
- José Galamba de Oliveira
- José Luandino Vieira
- José da Silva Lopes
- Lúcia dos Santos
- Maria de Jesus (supercentenária)
- Miguel de Sousa Melo e Alvim
- Nuno Filipe Rodrigues Laranjeiro
- Rui Manuel Sousa Valério

## Geminação
A cidade de Ourém está geminada com as seguintes cidades:
- Le Plessis-Trévise (França) 13 de junho de 1992
- Ciudad Rodrigo (Espanha) fevereiro de 2010
- São Filipe (Cabo Verde) 30 de abril de 1999
- Monapo (Moçambique) 6 de junho de 2001
- Częstochowa (Polónia) 13 de maio de 1997
- Altötting (Alemanha) 5 de junho de 2009
- Pitesti (Roménia) 24 de janeiro de 2011